# Joël Monteiro
Joël Monteiro (Sion, 1999. augusztus 5. –) svájci válogatott labdarúgó, a Young Boys csatára.

## Pályafutása

### Klubcsapatokban
Monteiro a svájci Sion városában született. Az ifjúsági pályafutását a helyi Sion akadémiájánál kezdte.
A profi pályafutását alacsonyabb ligákban szereplő klubokban indította, játszott például a Azzurri 90 és a Conthey egyesületénél is. 2019-ben a Lausanne-Sport utánpótláscsapatába igazolt. 2020-ban mutatkozott be az első osztályú első csapatában. Először a 2020. szeptember 20-ai, Servette elleni mérkőzés 87. percében Andi Zeqiri cseréjeként lépett pályára. A következő fordulóban megszerezte első gólját a Luzern ellen 2–2-es döntetlennel zárult találkozón.
2021. március 2-án a Young Boys csapatához igazolt. A 2020–21-es szezon hátralévő részében a másodosztályú Stade Lausanne Ouchynál szerepelt kölcsönben. A Young Boysnál 2022. február 6-án, a St. Gallen ellen 3–3-as döntetlennel zárult mérkőzésen debütált.

### A válogatottban
Monteiro 2024-ben debütált a svájci válogatottban. Először a 2024. szeptemeber 8-ai, Spanyolország elleni Nemzetek Ligája mérkőzésen lépett pályára. Első gólját 2024. november 18-án, szintén Spanyolország ellen 3–2-re elvesztett találkozón szerezte meg.

## Statisztika
2023. április 25. szerint.
| Klub                              | Szezon   | Bajnokság        | Bajnokság | Bajnokság | Kupa  | Kupa  | Nemzetközi | Nemzetközi | Összesen | Összesen |
| Klub                              | Szezon   | Bajnokság        | Mérk.     | Gólok     | Mérk. | Gólok | Mérk.      | Gólok      | Mérk.    | Gólok    |
| --------------------------------- | -------- | ---------------- | --------- | --------- | ----- | ----- | ---------- | ---------- | -------- | -------- |
| Lausanne-Sport                    | 2020–21  | Super League     | 4         | 1         | 0     | 0     | 0          | 0          | 4        | 1        |
| Stade Lausanne Ouchy (kölcsönben) | 2020–21  | Challenge League | 2         | 0         | 0     | 0     | 0          | 0          | 2        | 0        |
| Young Boys                        | 2021–22  | Super League     | 9         | 1         | 0     | 0     | 0          | 0          | 9        | 1        |
| Young Boys                        | 2022–23  | Super League     | 23        | 1         | 4     | 2     | 2          | 0          | 29       | 3        |
| Young Boys                        | Összesen | Összesen         | 32        | 2         | 4     | 2     | 2          | 0          | 38       | 4        |
| Összesen                          | Összesen | Összesen         | 38        | 3         | 4     | 2     | 2          | 0          | 44       | 5        |

### A válogatottban
| Válogatott | Év       | Pályára lépés | Gól |
| ---------- | -------- | ------------- | --- |
| Svájc      | 2024     | 4             | 1   |
| Svájc      | 2025     | 1             | 0   |
| Összesen   | Összesen | 5             | 1   |

#### Góljai a válogatottban
| # | Időpont            | Helyszín                                                                 | Ellenfél      | Gólok | Eredmény | Kiírás                     |
| - | ------------------ | ------------------------------------------------------------------------ | ------------- | ----- | -------- | -------------------------- |
| 1 | 2024. november 18. | Estadio Heliodoro Rodríguez López, Santa Cruz de Tenerife, Spanyolország | Spanyolország | 1–1   | 2–3      | 2024–25-ös Nemzetek Ligája |

## Sikerei, díjai
Young Boys
- Super League
  - Bajnok (2): 2022–23, 2023–24

- Svájci Kupa
  - Győztes (1): 2022–23